# Víktor Betanov
Víktor Betanov (1 de agosto de 1954) es un deportista soviético que compitió en judo. Ganó una medalla de bronce en el Campeonato Mundial de Judo de 1975 en la categoría de –93 kg.

## Palmarés internacional
| Campeonato Mundial | Campeonato Mundial | Campeonato Mundial | Campeonato Mundial |
| Año                | Lugar              | Medalla            | Categoría          |
| ------------------ | ------------------ | ------------------ | ------------------ |
| 1975               | Viena (Austria)    | Medalla de bronce  | –93 kg             |